# Grewia ogadenensis
Grewia ogadenensis är en malvaväxtart som beskrevs av Sebsebe Demissew. Grewia ogadenensis ingår i släktet Grewia och familjen malvaväxter. Inga underarter finns listade i Catalogue of Life.